# Вдовиченко Сергій Олександрович
Сергі́й Олекса́ндрович Вдовиче́нко — український військовослужбовець, старший лейтенант Збройних сил України. Учасник російсько-української війни. Позивний «Калина».

## Життєпис
Сергій Вдовиченко виріс у родині військовиків, мати Валентина — зв'язківець, батько Олександр — офіцер, теж воював за Україну в російсько-українській війні.
Старший лейтенант Сергій Вдовиченко з того покоління офіцерів, які одразу після закінчення військового вишу потрапили на війну. Сергій закінчив Факультет військової підготовки НТУ «Харківський політехнічний інститут» 28 лютого 2015 року (спеціальність — офіцер високого тактичного рівня з технічним спрямуванням). А 2 березня вже був на передовій, розпочав службу у Волновасі на посаді заступника командира 2-ї роти з озброєння 1-го механізованого батальйону 72-ї окремої механізованої бригади (в/ч А2167, м. Біла Церква).
У жовтні 2016 року підрозділи 72-ї бригади заїхали в Авдіївку.
29 січня 2017 року бійці штурмової групи 1-го батальйону 72-ї бригади взяли позицію «Алмаз» в авдіївській промзоні, де раніше був опорний пункт противника, і підняли над нею Український прапор. Вони назвали її на честь загиблого у бою командира штурмової групи Андрія Кизила — «Орел». Після цього п'ять днів там були шалені бої, під час яких Сергій Вдовиченко з екіпажем на БМП постійно мотались через залізницю, яка дуже щільно обстрілювалась, підвозили на позицію боєкомплекти і забирали поранених.
Президент України відзначив високими державними нагородами військовослужбовців 72-ї бригади, які відзначилися у ході бойових дій у районі Авдіївки.
Вдома на Сергія чекають дружина, яку він зустрів на війні, та маленький син Марк.
«Війна, війна, війна — батьки, друзі, дружина, син — все у мене пов'язане з війною. Така дісталась доля моєму поколінню. Але я хочу перемоги і врешті — миру!» — каже Сергій.

## Нагороди
- За особисту мужність і самовідданість, виявлені у захисті державного суверенітету та територіальної цілісності України, вірність військовій присязі нагороджений Орденом Богдана Хмельницького III ступеня (01.02.2017).